# Cabera hamica
Cabera hamica är en fjärilsart som beskrevs av Eugen Wehrli 1939. Cabera hamica ingår i släktet Cabera och familjen mätare. Inga underarter finns listade i Catalogue of Life.